# Loitz
Loitz [løːts] ist eine Landstadt im Landkreis Vorpommern-Greifswald in Mecklenburg-Vorpommern. Sie ist Sitz des Amtes Peenetal/Loitz, dem zwei weitere Gemeinden angehören.

## Geografie

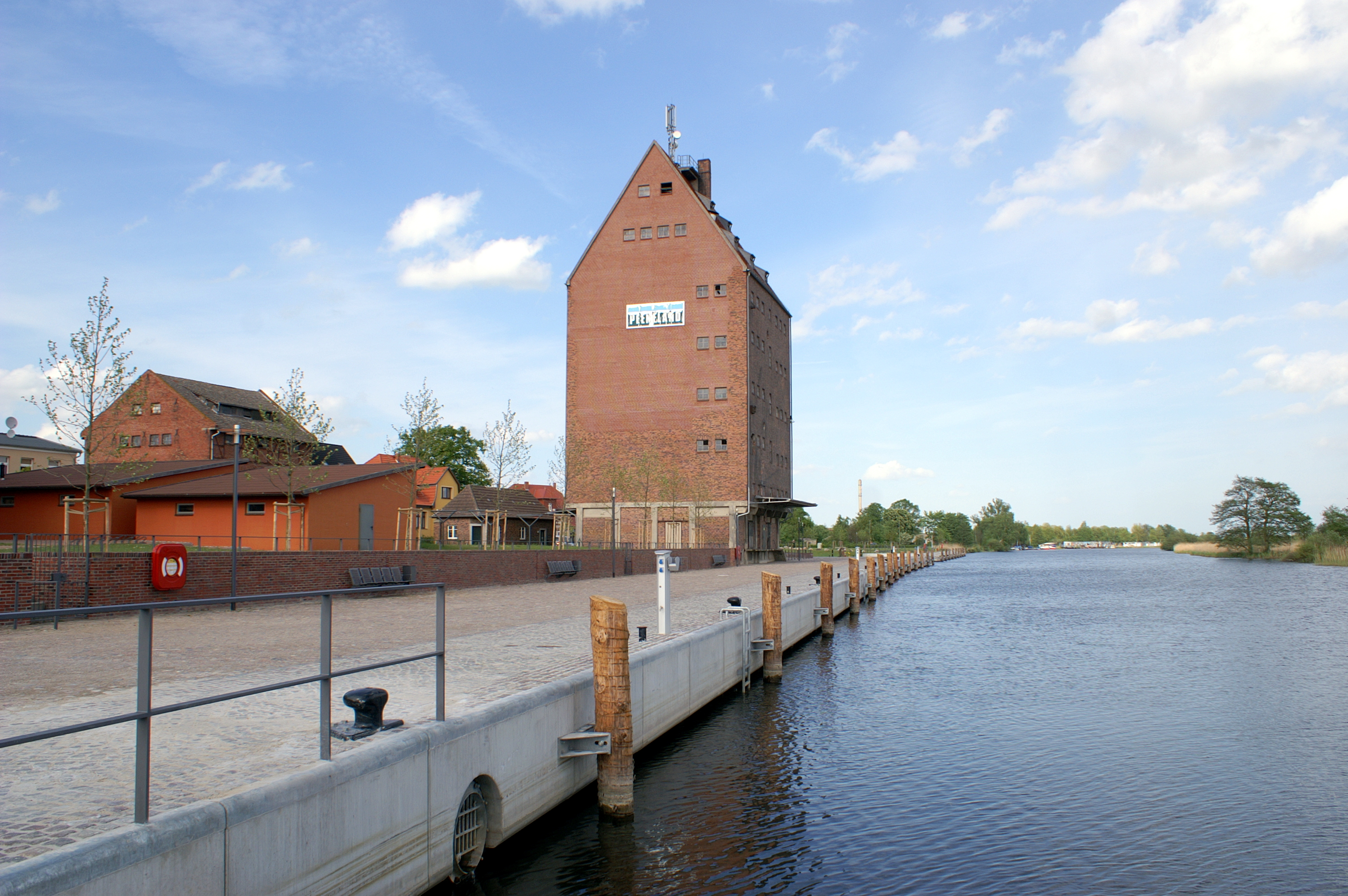
Hafenspeicher, Landmarke am Fluss Peene

### Geografische Lage
Loitz liegt im westlichen Teil Vorpommerns an der Peene und deren ebener Niedermoorlandschaft. Östlich der Stadt mündet das Tal der Schwinge in das Urstromtal des Ibitzgrabens, der weiter südöstlich der Stadt dann in die Peene mündet. In der Nähe des Ortsteiles Drosedow befindet sich das Waldgebiet Drosedower Wald. Hier liegt auch das Naturschutzgebiet Kronwald.
Umliegende Städte sind Demmin, Greifswald, Jarmen und Grimmen.

### Stadtgliederung
Loitz besteht aus folgenden Ortsteilen:
| - Drosedow - Düvier - Gülzowshof - Loitz | - Nielitz - Rustow - Schwinge - Sophienhof | - Vorbein - Wüstenfelde - Zarnekla - Zeitlow |

### Nachbargemeinden
Nachbargemeinden sind (im Uhrzeigersinn): Süderholz, Sassen-Trantow, Bentzin, Tutow, Kletzin, Stadt Demmin, Nossendorf und Glewitz.

## Geschichte

### Name
Seit 1170 ist der Name der Landschaft als Losice benannt. Der Name veränderte sich in Lositz (1171 und 1193), Locisse (1194), Losiz (1197), Lozitz (1314) ständig. Burg und Siedlung hießen ab 1236 Lositz, 1248 Losiz, 1275 Loseze, 1294 Losiz und dann verkürzt 1331 Loytze und 1332 Loitze. Dem liegt der altpolabische Ortsname *Losica zugrunde, der mit dem Substantiv *los „Elch“ gebildet wurde. Loitz kann also mit Ort des Elches wiedergegeben werden. Auf Polnisch lautet der Name Łozice.

### Mittelalter

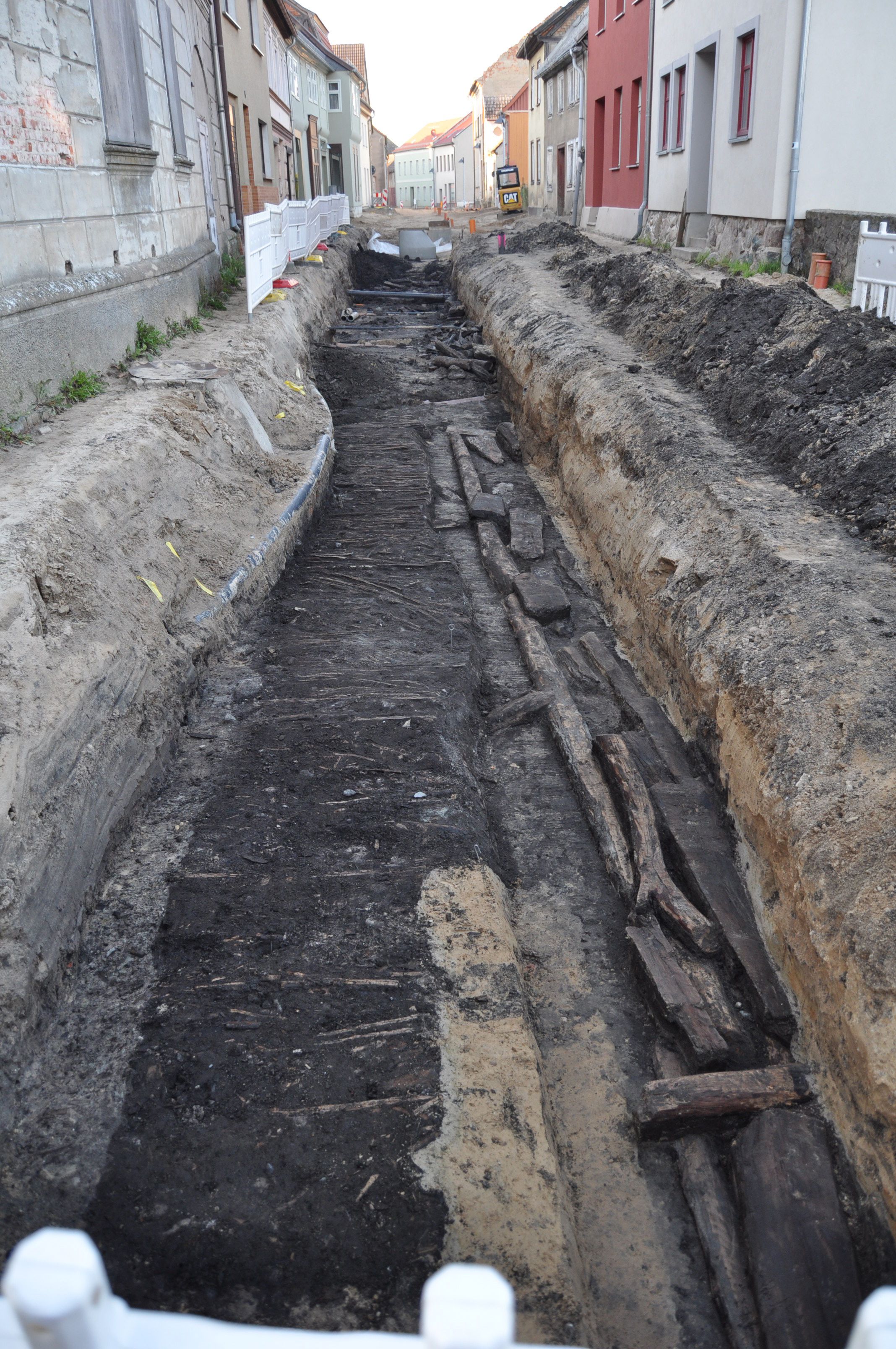
Slawischer Bohlenweg

Eine erste Siedlung der slawischen  Lutizen im heutigen Hafenbereich wurde für das 10. Jahrhundert archäologisch nachgewiesen. In der heutigen Altstadt konnten bisher keine slawischen Vorsiedlungen gefunden werden, im Oktober 2011 wurde dann jedoch bei den Bauarbeiten zur neuen Brückenauffahrt ein slawischer Bohlenweg aufgedeckt. Das spätere Land Loitz gehörte bis zum 12. Jahrhundert zum Machtbereich des Lutizenbundes. Im zweiten Viertel des 12. Jahrhunderts eroberte der Pommernherzog Wartislaw I. das Gebiet. Nach 1187 gehörte das Gebiet zum Fürstentum Rügen, kam aber bald zurück zu Pommern. 1236 überließ Bischof Brunward von Schwerin dem Fürsten Johann von Mecklenburg den halben Zehnten aus den Ländern Lusyz (Loitz) und Gützkow. 1242 ist die erste urkundliche Erwähnung der Stadt mit der Verleihung des lübischen Stadtrechts (civitas) durch den Ritter Detlef von Gadebusch. Er versuchte im Grenzgebiet zwischen Herzogtum Pommern, Fürstentum Rügen und Mecklenburg eine eigenständige Herrschaft zu etablieren. Im Vertrag zwischen dem Kloster Eldena und Detlefs Sohn Werner von Loitz gab Werner 1249 die dem Kloster entzogenen Dörfer Subzow, Pansow, Griebenow zurück. Doch schon mit seinen Söhnen starb die Familie um 1270 wieder aus und das Land Loitz fiel zunächst an das Fürstentum Rügen und schließlich an das Herzogtum Pommern. 1292 gewährte Rügenfürst Wizlaw II. den Demminern Zollfreiheit in Loitz.
1299 findet die Loitzer Stadtkirche St. Marien erstmalige Erwähnung. 1314 wurde erstmals das Loitzer Schloss urkundlich erwähnt. Das schon gut befestigte „slot“ oder „hus loitz“ widerstand Angriffen und spielte ebenso wie die Stadt eine Rolle im Rügischen Erbfolgekrieg, in dem letztlich Pommern gegen Mecklenburg siegreich blieb. Barnim III. zog während des Zweiten Rügischen Erbfolgekrieges mit einem Entsatzheer nach Loitz und schlug hier die Mecklenburger 1351 in der Schlacht am Schoppendamm. Seitdem gehörte die Stadt als Sitz einer Vogtei zum Herzogtum Pommern-Wolgast.
Von 1480 bis etwa 1486 war Bernd von Moltzan, genannt auch der Böse Bernd, Voigt des Landes Loitz. Das Schloss war in dieser Zeit Sitz herzoglicher Vögte und Amtshauptleute, wobei es im 14. und 15. Jahrhundert zu häufigen Verpfändungen kam. Zahlreiche Marktprivilegien des 16. Jahrhunderts sprechen für eine gute wirtschaftliche Entwicklung als Nahhandels- und Handwerkszentrum für den umliegenden ländlichen Raum. Die Stadt hatte zu dieser Zeit rund 500 Einwohner. Der zwischen etwa 1530 und 1540 amtierende Amtmann Henning Kaskow war zugleich Bürgermeister von Loitz und Grundbesitzer des Dorfes Bilow, heute Wüstenbilow, nördlich von Loitz bei Poggendorf.

### 16. bis 18. Jahrhundert

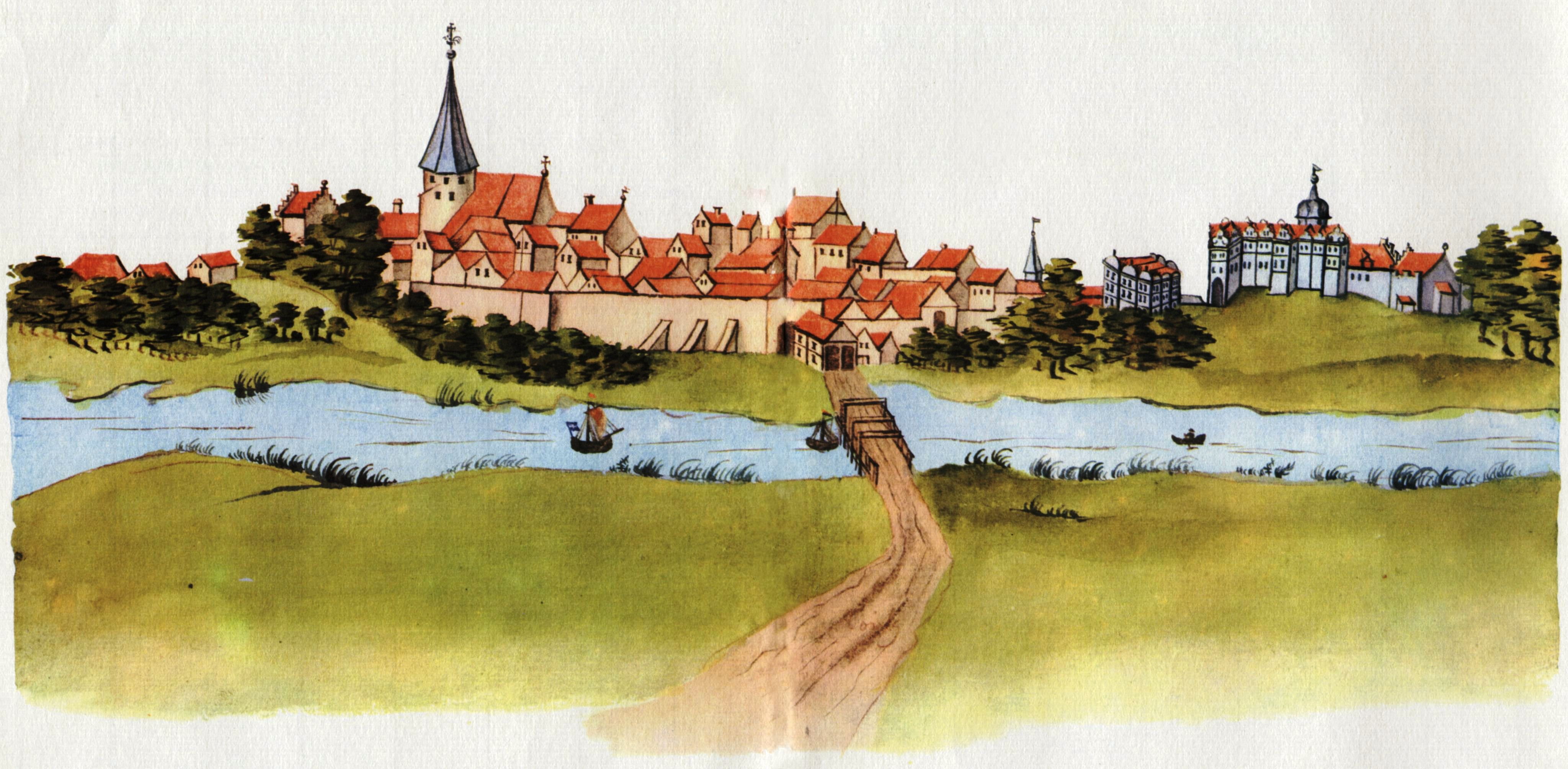
Loitz um 1615

Loitz um 1759, gesüdete Karte

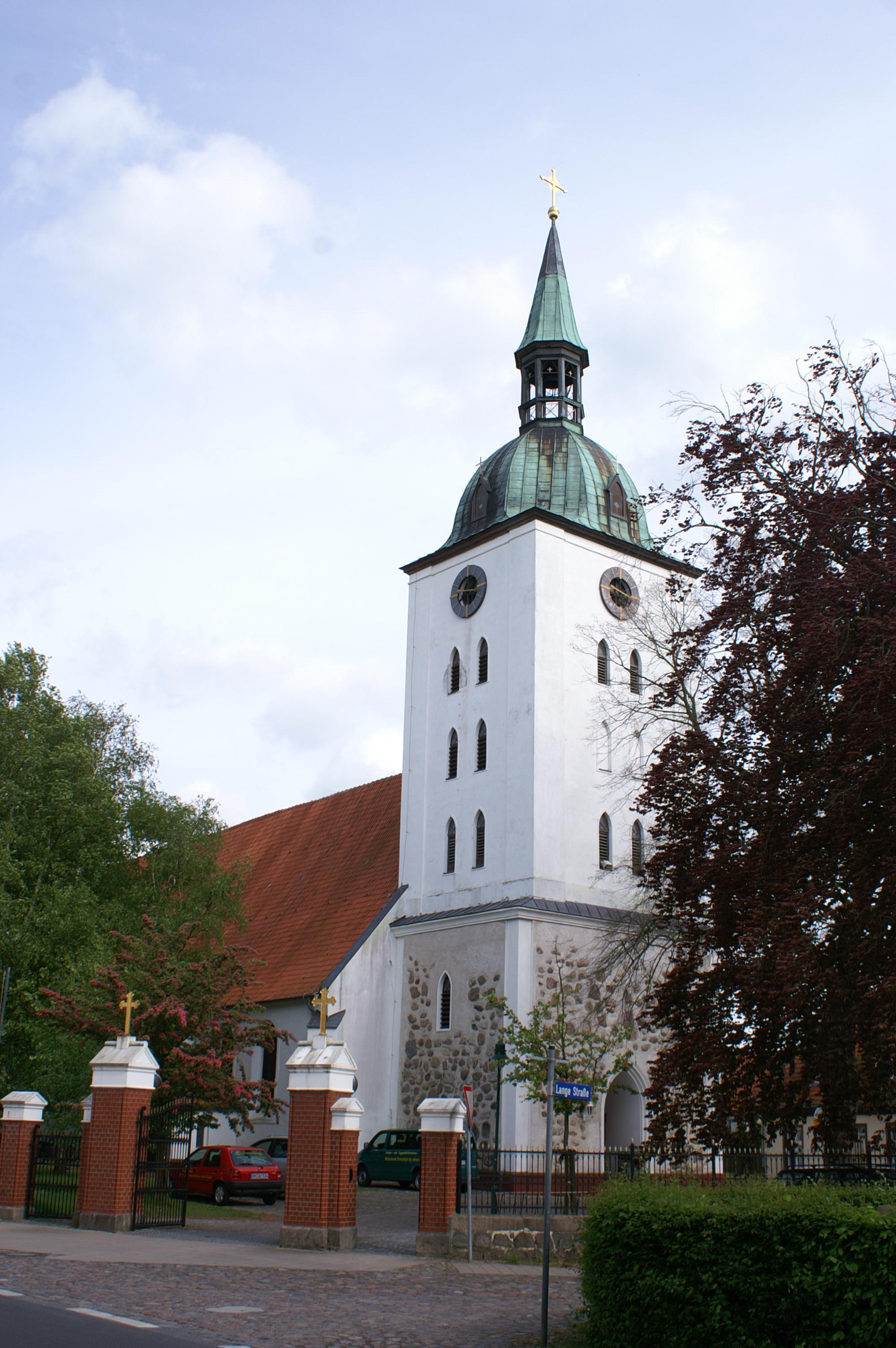
St.-Marien-Kirche

Seit der Mitte des 16. Jahrhunderts wurde das Loitzer Schloss zu einer stattlichen Renaissanceanlage ausgebaut, wie die Stadtansichten des frühen 17. Jahrhunderts (Stralsunder Bilderhandschrift, Lubinsche Karte von Pommern, Merians Topografie von Pommern und Brandenburg) belegen. In der Zeit von 1593 bis 1631 lebte Sophia Hedwig, die Witwe des Herzogs Ernst Ludwig in Loitz, weil sie Schloss und Amt Loitz als Leibgedinge (Wittum) erhalten hatte.
1638 beschlagnahmte Schweden nach dem Tod des letzten pommerschen Herzogs sämtliche landesherrlichen Güter, so auch das Amt Loitz, und vergab sie an schwedische Militärs. Das Amt Loitz erhielt der schwedische General Axel Lillie, der zeitweise auch Gouverneur des vorpommerschen Teils von Pommern war. 1654 musste er das Amt wieder an die schwedische Krone zurückgeben, die es noch im selben Jahr an die abgedankte Königin Christina vergab. Erst nach deren Tod kam das Amt 1689 wieder unter unmittelbare landesherrliche Verwaltung. Von 1648 bis 1815 stand Loitz, wie große Teile Vorpommerns, unter schwedischer Verwaltung; seit 1720 unmittelbar an der Grenze (dem Peenefluss) gelegen. Die verheerenden Kriege des 17. und 18. Jahrhunderts fügten der Stadt schwere Schäden zu. Zahlreiche Grundstücke lagen wüst, wie die Steuerkataster dieser Zeit belegen, und die Einwohnerzahl sank. Die verbliebenen Einwohner verarmten. In einem großen Stadtbrand von 1701 wurden auch die letzten Reste des Schlosses vernichtet. Im Siebenjährigen Krieg beschossen 1758 preußische Truppen die Stadt. Die Schweden kapitulierten, und die Preußen zogen nach befriedigten Geldforderungen wieder ab.
Erst in der zweiten Hälfte des 18. Jahrhunderts erholte sich Loitz wieder von diesen Katastrophen. 1762 hatte Loitz 1015 Einwohner. Von 1785 bis 1787 erfolgte der Bau des heutigen Rathauses. 1800 besuchte der schwedische König Gustav IV. Adolf die Stadt, die 1815 – nach dem Wiener Kongress – mit Vorpommern an Preußen fiel und dem Regierungsbezirk Stralsund angehörte.

### 19. Jahrhundert und Gründerzeit

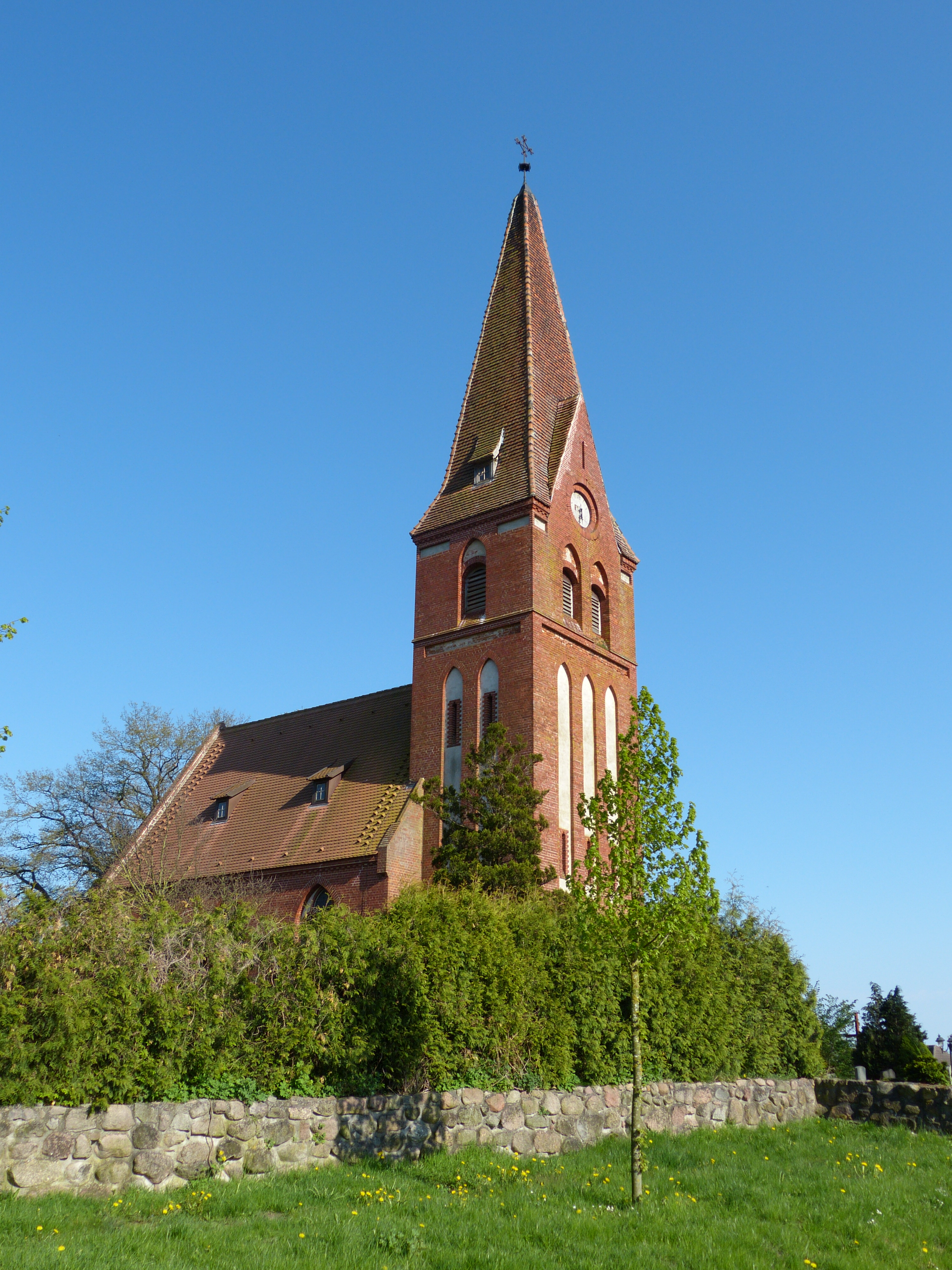
Neogotische Kirche von Gülzowshof

Schon 1818 verlor die Stadt das Landratsamt des neugebildeten Kreises an das zentraler gelegene Grimmen, sodass der Kreis fortan Grimmer Kreis hieß. Der 1819 durchreisende Schwede Jacob Berggren nannte Loitz „eine kleine, unfreundliche und schmutzige Stadt“. Die Stadt erweiterte sich ab dem 19. Jahrhundert nach Norden und Westen. 1833 errichtete Friedrich Lippert die Loitzer Glashütte als erste Industrieansiedlung. 1836 erhielt Loitz eine neue Stadtverfassung nach der preußischen Städteordnung. 1837 hatte die Schule acht Klassen. Schulleiter wurde an Stelle eines Geistlichen einen weltlicher Rektor. Die Revolution von 1848 bewirkte auch in Loitz Veränderungen.
Seit der Mitte des 19. Jahrhunderts begannen sich Industriebetriebe in Loitz anzusiedeln (1833 Glashütte, 1848 Mühlenbau, 1862 Kalkbrennerei, 1888 Stärkefabrik, 1925 Dübelwerk). 1875 hatte Loitz 3941 Einwohner. 1887 erfolgte die Einweihung der neuen Schule mit 16 bis 17 Klassen. 1887 wurde die Freiwillige Feuerwehr gebildet. 1898 wurde die Stadtsparkasse gegründet. 1906 wurde das Gaswerk gebaut, das bis 1925 im Betrieb war.
1906 erhielt die Stadt mit der Bahnstrecke Toitz-Rustow–Loitz zum Loitzer Hafen Anschluss an die Bahnstrecke Berlin–Neustrelitz–Stralsund. Beim Bau des Bahndamms und des Bahnhofs Loitz am Hafen wurden die Reste des Schlossberges abgetragen. Unter Bürgermeister Wilhelm Dahlhoff (1923–1933) profitierte die Stadt von der Aufsiedlung großer Güter in der Umgebung, wie dem Gut Rustow. 1926 wurde ein großer Sportplatz angelegt.

### Neuere Geschichte
In der Zeit des Nationalsozialismus wurde kurz nach Beginn des Krieges 1940 ein Barackenlager für Kriegsgefangene und Zwangsarbeiter errichtet, die Stelle trug seither den Namen Barackenplatz, seit 1990 Kiewitt. Eine unbekannte Anzahl Frauen und Männer aus mehreren von Deutschland besetzten Ländern mussten im Ort und in der Umgebung Zwangsarbeit verrichten. Etwa 100 an Krankheiten, Hunger, Misshandlungen und Arbeitsunfällen verstorbene Männer, Frauen und Kinder wurden zwischen 1942 und 1945 auf dem Sankt-Marien-Friedhof beigesetzt. Am Ende des Zweiten Weltkriegs rief noch am 29. April 1945 Bürgermeister Groch (NSDAP) die Bevölkerung zum Durchhalten auf, wenig später floh er aus Loitz. Es wurden zwar noch Panzersperren an den Ortseingängen errichtet, die Stadt blieb jedoch durch den Einsatz des Loitzer Superintendenten Karl Winter von massiven Zerstörungen verschont und wurde schließlich von der Roten Armee besetzt.

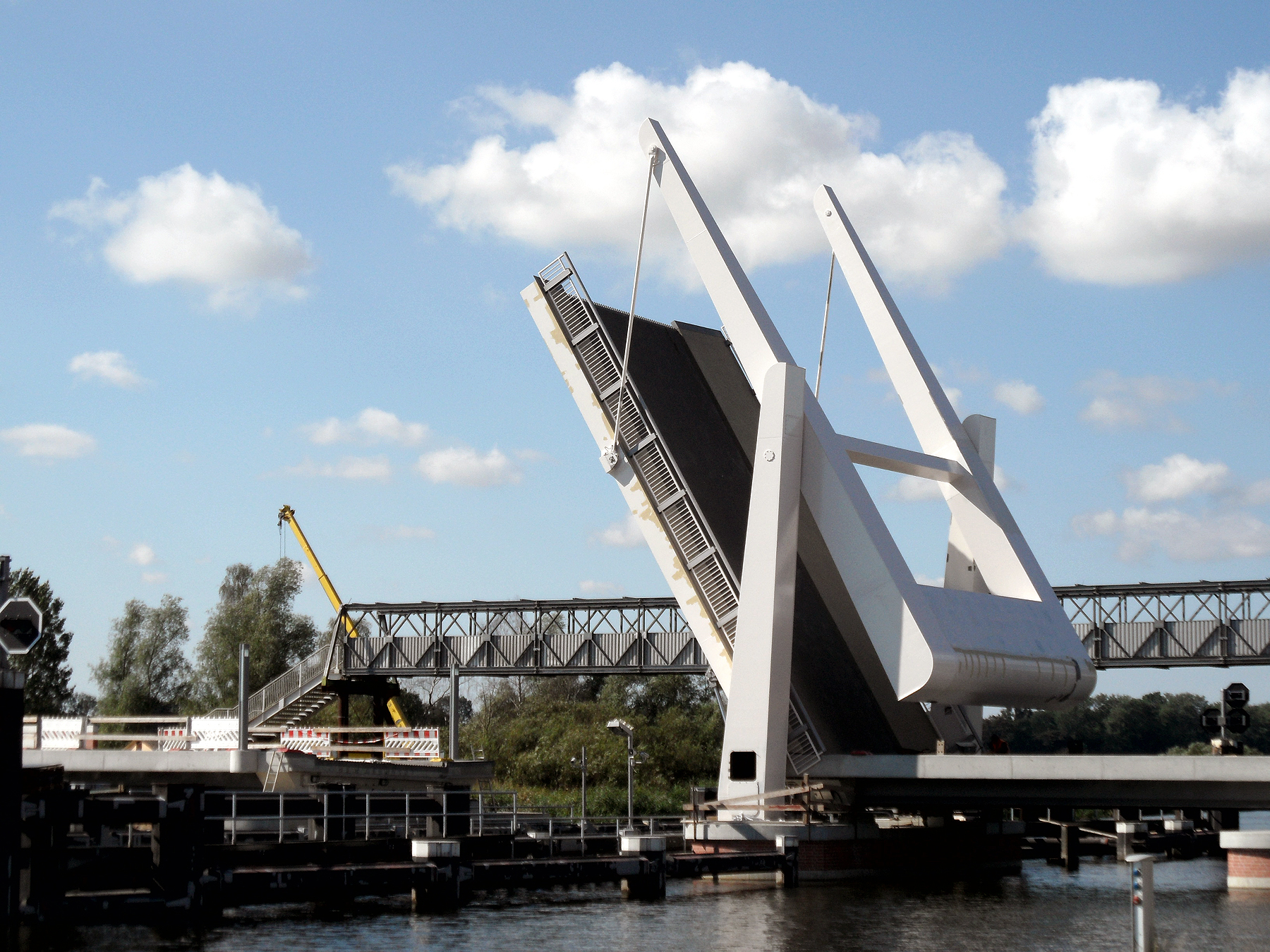
Neue Peenebrücke, 2012 eingeweiht

1948 erfolgte die Wiedereröffnung des Dübelwerkes. Obgleich die kommunale Selbstständigkeit in der DDR nahezu vollständig unterdrückt wurde, behielt die Stadt Loitz insbesondere durch das Engagement des Bürgermeisters Richard Wenzel ihr eigenes Profil. 1968/69 wurde die Parkbühne im Gülzowpark gebaut. Der Bau einer neuen Schule in der Sandfeldstraße fand 1974 statt. Sie wurde 1980 um ein zweites Gebäude und um eine Turnhalle erweitert. 1975 wurde der Gemeindeverband Loitz gegründet, bestehend aus den Gemeinden Sassen, Trantow, Vorbein, Düvier, Görmin und der Stadt Loitz. Zwischen 1945 und 1990 verfiel vor allem die Bausubstanz der Innenstadt.
Am 25. Oktober 1989 fanden auch in Loitz Friedensgebete statt. Nach 1991 begann eine systematische Verbesserung der Infrastruktur und eine Sanierung der historischen Innenstadt und des Rathauses im Rahmen der Städtebauförderung. 1998 schloss die Stärkefabrik. 2002 erfolgte die Einweihung der neuen Mehrzweckhalle. 2006 wurden die Loitzer Hafen- und Sportbootmarina, ein Speicher und das Bahnhofsgebäude weitgehend fertiggestellt und 2008 eingeweiht. Seit 2012 ist die neue Peenebrücke als Ersatz für die vormalige Drehbrücke in Betrieb.
Von 1952 bis 1994 gehörte Loitz zum Kreis Demmin (bis 1990 im DDR-Bezirk Neubrandenburg, 1990–1994 im Land Mecklenburg-Vorpommern), dann zum Landkreis Demmin. Seit der Kreisgebietsreform 2011 liegt die Stadt im Landkreis Vorpommern-Greifswald.

### Geschichte der Ortsteile
Drosedow 
In Drosedow befand sich vor der Bodenreform ein Rittergut, längere Zeit im Besitz der Familie von Bilow. Über Heirat der Hedwig von Bilow 1875 mit dem General Hans Fritz von Bonin (1847–1923) wechselte die Eigentümerfamilie. Letzter Gutsherr wurde der Diplomlandwirt und Oberst d. R. a. D. Johann Albrecht von Bonin, verheiratet mit Gudrun Thormann (1898–1945). Der Sohn Bogislav von Bonin wurde Offizier und lebte nach dem Krieg in Baden-Württemberg. Gut Drosedow hatte 1939 eine Größe von 570 ha.
 Düvier 
Der Vorgängerbau einer Kapelle wurde 1819/20 durch einen achteckigen Neubau ersetzt.
 Gülzowshof 
Eine frühere Kirche wurde im Dreißigjährigen Krieg geplündert und verwüstet. 1694 stürzte der Kirchturm ein. Die neugotische Backsteinkirche entstand von 1841 bis 1900; Orgel und Kirchengestühl stammen vom Vorgängerbau. Gülzowshof, früher das Dorf Gülzow, wechselte mehrfach die Gutsherrschaft. Langjährig stellte das Adelsgeschlecht der von Bilow die Grundbesitzer. Die direkte genealogische Reihe führte bis Malte von Bilow (1815–1888) auf Gülow, Drosedow, Borgstedt, Ölsdorf und Groß Rakow, liiert mit Friedrike Boeckler.
Das Gut Gülzowshof, um 1939 circa 510 ha groß, Verwalter August Wilhelm Wallis, war vormals durch Heirat der Gutsherrin Hedwig von Bilow-Gülzow (1849–1921) mit dem schon erwähnten Generalleutnant Hans Fritz von Bonin in dessen Besitz gelangt. Zuletzt blieb dieses bis 1945 im Eigentum der Familie des Sohnes Hans Julius von Bonin (1876–1951), einem preußischen Major, verheiratet mit der Tochter Carola des Professors Hugo von Marck, dann mit Carola Freiin von Grote. Beim Gutshaus, ein zweigeschossiger, unsanierter Putzbau aus der Mitte des 18. Jahrhunderts mit zwei Flügelbauten, wurde die Fassadendekoration zur DDR-Zeit entfernt.
Nielitz
Nielitz war als Gutsdorf zu großen Teilen zunächst ein Besitz, etwa von 1598 bis 1639, der unbekannteren Familie von Baltzen. Anteilig kamen für 1000 Gulden Flächen in die Hand des Caspar von Wakenitz. Es wird in der historischen Forschung auch als Vorwerk geführt. Zuletzt erwarb die pommersche Briefadelsfamilie von Hagenow das Gut in Nielitz. Der 1802 in den Reichsadelsstand erhobene Friedrich (von) Hagenow hatte sich mit der Gutsherrin Marie Mentz-Nielitz (1772–1844) verheiratet und so kam die Familie in die Historie des Ortes. Als Erbe übernahm ihr Sohn 1845 Friedrich von Hagenow die Begüterung der Mutter und trug dann auch den Namen von Hagenow-Nielitz. Dazu wurde 1863 die preußische Erlaubnis erteilt. Dessen Nacherbe trat Friedrich-Karl von Hagenow an. Nielitz war dann mit Glewitz und Langenfelde bis weit nach 1914 im Eigentum der von Hagenow`schen Erben, bestehend aus den Geschwistern Elisabeth und Käthe von Hagenow sowie deren Bruder, Gustav Christian Ludwig Max von Hagenow-Nielitz (1878–1944) in Teilhaberschaft. Das Gut Nielitz verfügte über eine Gesamtfläche von 543 ha. Schwerpunkt des landwirtschaftlichen Betriebes war eine sehr große Schafsviehwirtschaft mit 500 Tieren in den Ställen. Der Waldbesitz war mit 14 ha relativ klein. Widersprüchlich sind aber die Angaben in der genealogischen Literatur aus der Nachkriegszeit und im 1939 zuletzt amtlich publizierten Güter-Adressbuch Pommern. In der Genealogie galt Gustav von Hagenow, verheiratet mit Olga von Schack-Basthorst, bis zur Bodenreform als Gutsherr auf Nielitz. Die Familie lebte 1938 in Langenhagen. Dagegen wurde scheinbar Gut Nielitz vor Beginn des Zweiten Weltkriegs aufgesiedelt. Im Ort bestanden nur noch vier großen Bauernhöfe der Familien A. Frank, K. Maschmaier, F. Schade, R. Voigt, und ein Resthof von 126 ha des Hauptmanns a. D. Otto Stockmann, aber ein konventionelles Rittergut gab es in diesem Sinne nicht mehr.
Rustow
Rustow wurde erstmals 1242 in einer Urkunde anlässlich der Verleihung des Stadtrechtes an Loitz erwähnt. Der Pommersche Herzog Barnim I bestätigte 50 Jahre später der Stadt Demmin den Besitz von Rustow. Das Dorf war dann bis zum Dreißigjährigen Krieg im Besitz der Stadt. Auf Grund finanzieller Sorgen verkaufe die Stadt 1652 Rustow an den Proviantmeister der schwedischen Garnison in Demmin Palmenhelm. Bis 1695 wechselte das Dorf mit dem Gut mehrfach seinen Besitzer, bis es 1724 für 250 Jahre Besitz des Adelsgeschlechtes von Baerenvels wurde.
1697 gehörten zum Gut 22 Untertanen und vier Bauern. Zwischen 1724 und 1762 wurden alle 19 Gebäude des Dorfes erbaut. 1784 war die zum Gutshaus gehörige Kapelle völlig verfallen, so dass Herr von Baerenfels 1790 eine neue Kapelle nach Entwürfen des Architekten Johann Gottfried Quistorp errichten ließ. Sie erhielt im Keller eine Familiengruft. Ende der 1770er Jahre wurde das bestehende Gutshaus durch einen Großbrand schwer beschädigt. Daraufhin wurde 1808 das Gutshaus Rustow im klassizistischen Stil mit sieben Achsen und einem aufwendigen Portal neu erbaut. Während der Freiheitskriege gehörten zum Gut Rustow acht Fachwerkkaten für 20 Familien. Damals war der schwedische Kronprinz mit seinem Stab im Herrenhaus Rustow einquartiert.

Zum Gut gehörten eine Schmiede, eine Tabakscheune, eine große Scheune, vier kleinere und zwei größere Ställe. Das Wirtschaftshaus wurde vom Inspektor bewohnt.
1854 pachtete Familie Grönlund von Rügen das Gut. Familie Schmidt kaufte das Gut Rustow 1856 und besaß das Gut 73 Jahre. In der Weltwirtschaftskrise 1929 ging das Gut abermals in Konkurs, die Stadt Loitz kaufte das Gut für 640.000 Reichsmark und siedelte es an 30 Bauern und 39 Tagelöhner-Kleinanwesen auf. Diese kamen zum Großteil aus Württemberg (14 Familien) und dem Münsterland (7 Familien). Auch Handwerker wurden angesiedelt, so dass aus dem Gutsdorf ein Bauern- und Arbeiterort wurde. Die Familie Schmidt blieb im Besitz des Gutshauses, des Parks und der Kapelle. 1936 wurde Friedhof und Kapelle an die Kirchgemeinde Loitz abgegeben. 1938 wurde eine Hälfte des Schlosses an den Reichsarbeitsdienst vermietet. Bis Mitte April 1945 war die Organisation Todt (OT) im Schloss untergebracht.
Am 28. April 1945 rückte die Rote Armee nach Rustow ein. Nach 1945 waren Flüchtlinge im Haus untergebracht, später wurde es Waisenhaus, Hilfsschule und 1980 dann Kinderheim.
2001/03 wurde das Gutshaus Schloss Rustow einer umfassenden Sanierung unterzogen.

### Eingemeindungen
Vorbein gehört seit dem 1. Januar 1992 zu Loitz. Am 14. Juni 2004 wurde Wüstenfelde eingemeindet, am 1. Juli 2012 Düvier.

## Bevölkerung
| Jahr | Einwohner |
| ---- | --------- |
| 1990 | 4932      |
| 1995 | 4703      |
| 2000 | 4513      |
| 2005 | 4586      |
| 2010 | 4204      |
| 2015 | 4420      |

| Jahr | Einwohner |
| ---- | --------- |
| 2020 | 4262      |
| 2021 | 4233      |
| 2022 | 4262      |
| 2023 | 4254      |

Stand: 31. Dezember des jeweiligen Jahres

## Politik

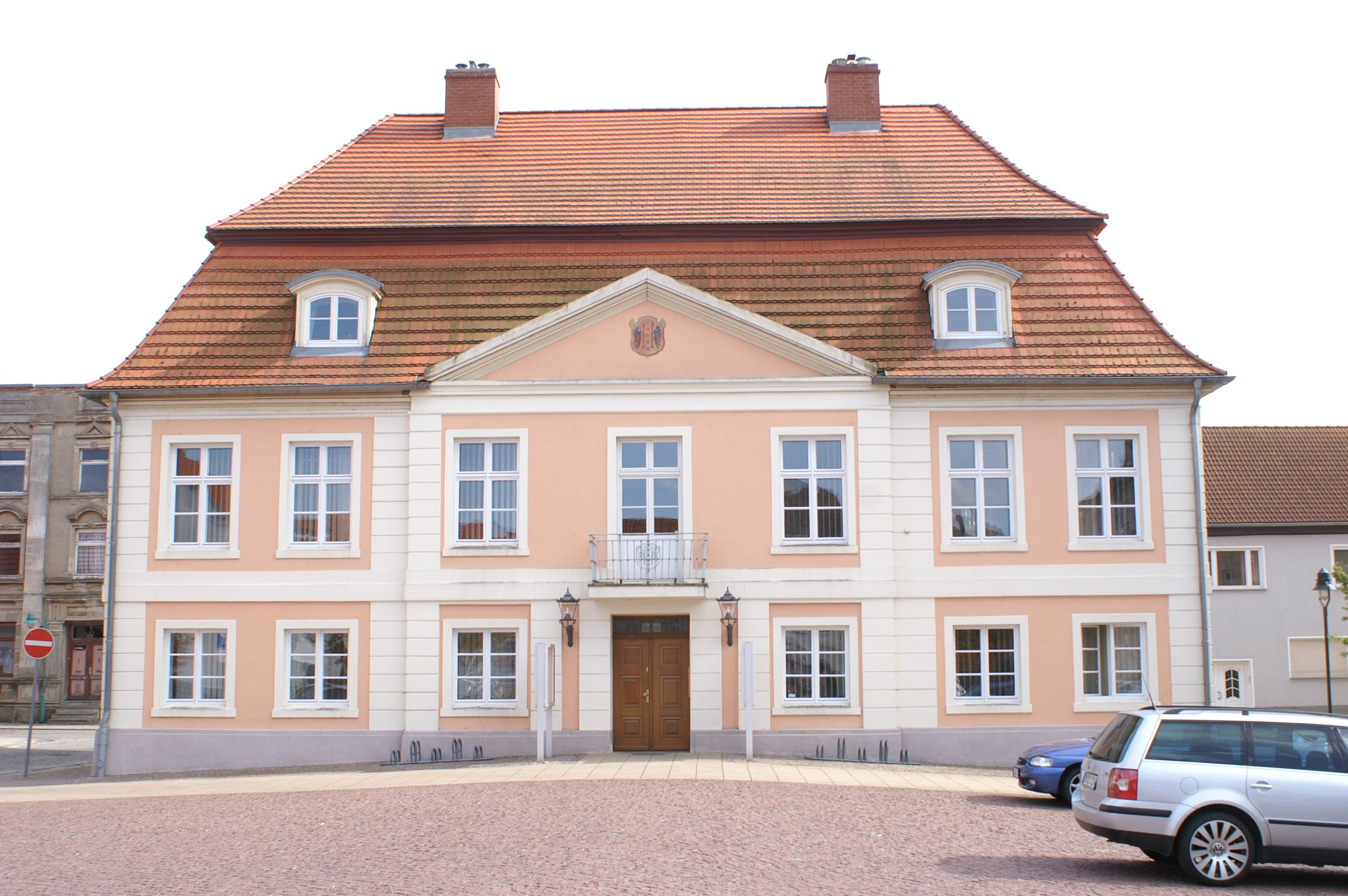
Rathaus Loitz

### Stadtvertretung
Die Stadtvertretung von Loitz besteht aus 13 Mitgliedern. Die Kommunalwahl am 9. Juni 2024 führte zu folgendem Ergebnis:
| Partei / Wählergruppe             | Stimmenanteil 2019 | Sitze 2019 |  | Stimmenanteil 2024 | Sitze 2024 |
| --------------------------------- | ------------------ | ---------- |  | ------------------ | ---------- |
| CDU                               | 43,4 %             | 7          |  | 37,6 %             | 6          |
| AfD                               | 09,5 %             | 1          |  | 21,7 %             | 1          |
| Unabhängige Loitzer (UL)          | 29,6 %             | 4          |  | 21,4 %             | 3          |
| Die Linke                         | 13,1 %             | 2          |  | 08,3 %             | 1          |
| Einzelbewerber Tilo Janzen        | –                  | –          |  | 04,0 %             | 1          |
| Einzelbewerber Helmut Spihalla    | –                  | –          |  | 03,8 %             | 1          |
| Einzelbewerberin Susanne Fandrich | –                  | –          |  | 03,2 %             | –          |
| Einzelbewerber Lutz Simanowski    | 03,3 %             | 1          |  | –                  | –          |
| Einzelbewerberin Beate Krakau     | 01,2 %             | –          |  | –                  | –          |
| Insgesamt                         | 100 %              | 15         |  | 100 %              | 13         |

Bei der Wahl 2024 entfielen auf die AfD drei Sitze. Da sie nur einen Kandidaten aufgestellt hatte, bleiben in der Stadtvertretung zwei Sitze unbesetzt.

### Bürgermeister
- 1991–2010: Johannes Winter (CDU)
- 2010–2018: Michael Sack (CDU)
- seit 2018: Christin Witt (CDU)

Sack war im April 2017 mit 94,1 % der gültigen Stimmen erneut zum Bürgermeister gewählt worden. Da er im Oktober 2018 Landrat des Kreises Vorpommern-Greifswald wurde, war erneut eine Bürgermeisterwahl erforderlich. Christin Witt wurde am 4. November 2018 mit 75 % der gültigen Stimmen für eine Amtszeit von sieben Jahren zu seiner Nachfolgerin gewählt.

### Wappen
| Wappen von Loitz | Blasonierung: „In Rot fünf silberne Sterne pfahlweise zwischen zwei goldenen Keulen, am rechten Seitenrand ein gestürzter linksgewendeter und am linken Seitenrand ein gestürzter schwarzer Adlerflügel.“ |
| Wappen von Loitz | Wappenbegründung: In Anlehnung an ein älteres Stadtsiegel gestalteten Wappen erinnern die aus dem Wappen der Herren von Gadebusch-Loitz entlehnten Adlerflügel an den Stadtgründer und Stadtherrn, die Keulen als Symbol der Gerichtsbarkeit an den mittelalterlichen Gerichtsort. Die Herkunft der Sterne lässt sich nicht eindeutig belegen. Nach altem Glauben sollen sie Glück und Ruhm bedeuten. Das Wappen wurde 1994 neu gezeichnet und unter der Nr. 22 der Wappenrolle des Landes Mecklenburg-Vorpommern registriert. |

### Flagge
Die Stadt verfügt über keine amtlich genehmigte Flagge.

### Dienstsiegel
Das Dienstsiegel zeigt das Wappen der Stadt mit der Umschrift STADT LOITZ.

### Partnerkommunen
- Partnerstadt Hiddenhausen, Kreis Herford in Nordrhein-Westfalen (seit 1990)
- Partnerstadt Maszewo, Polen (seit 2008)
- Partnerstadt Sándorfalva, Ungarn (seit 2002)[31]
- Partneramt Breitenburg, Kreis Steinburg in Schleswig-Holstein

## Sehenswürdigkeiten
- Historische Altstadt mit Straßennetz aus der zweiten Hälfte des 13. Jahrhunderts und Bürgerhäusern aus verschiedenen Jahrhunderten
- Stadtkirche St. Marien, im Kern aus dem 12. und 13. Jahrhundert, im 17. und 19. Jahrhundert tiefgreifend verändert
- Lutherkirche, Kapelle des ehemaligen Georgenhospitals, 1619 neu errichtet, seit 1953 unter dem heutigen Namen
- Adolf-Diesterweg-Schule vom um 1887
- Rathaus Loitz von 1787 im Barockstil mit Mittelrisalit und Mansarddach, 1995 saniert
- Reste der Stadtbefestigung mit dem Steintor aus dem 14. Jahrhundert, bestehend aus Backsteinen mit Feldsteinsockel, das Tor wurde 1701 durch Brand zerstört
- Kampfriedhof und Marienfriedhof
- Kleiner Speicher, Mühlentorvorstadt 8a
- Am Speicher, Mühlentorvorstadt 1, Altenwohnanlage
- Großer Speicher am Hafen
- Ballsaal Tucholski
- Rustow:
  - Klassizistisches, zweigeschossiges Herrenhaus von 1808
  - Kapelle Rustow
- Vorbein:
  - Die Kapelle Vorbein ist ein rechteckiger Putzbau von 1816. Die Kirchenausstattung stammt aus der Bauzeit, darunter ein Kanzelaltar mit Gestühl und vergoldeten Verzierungen. Im freistehenden Glockenstuhl hängt eine Glocke aus Bronze, die Gottlieb Metzger im Jahr 1798 in Stralsund goss.
  - Bauerndorfensemble des 19. und frühen 20. Jahrhunderts
- Rustow und Schwinge: Beispiele für Gutsaufsiedlungen aus der ersten Hälfte des 20. Jahrhunderts

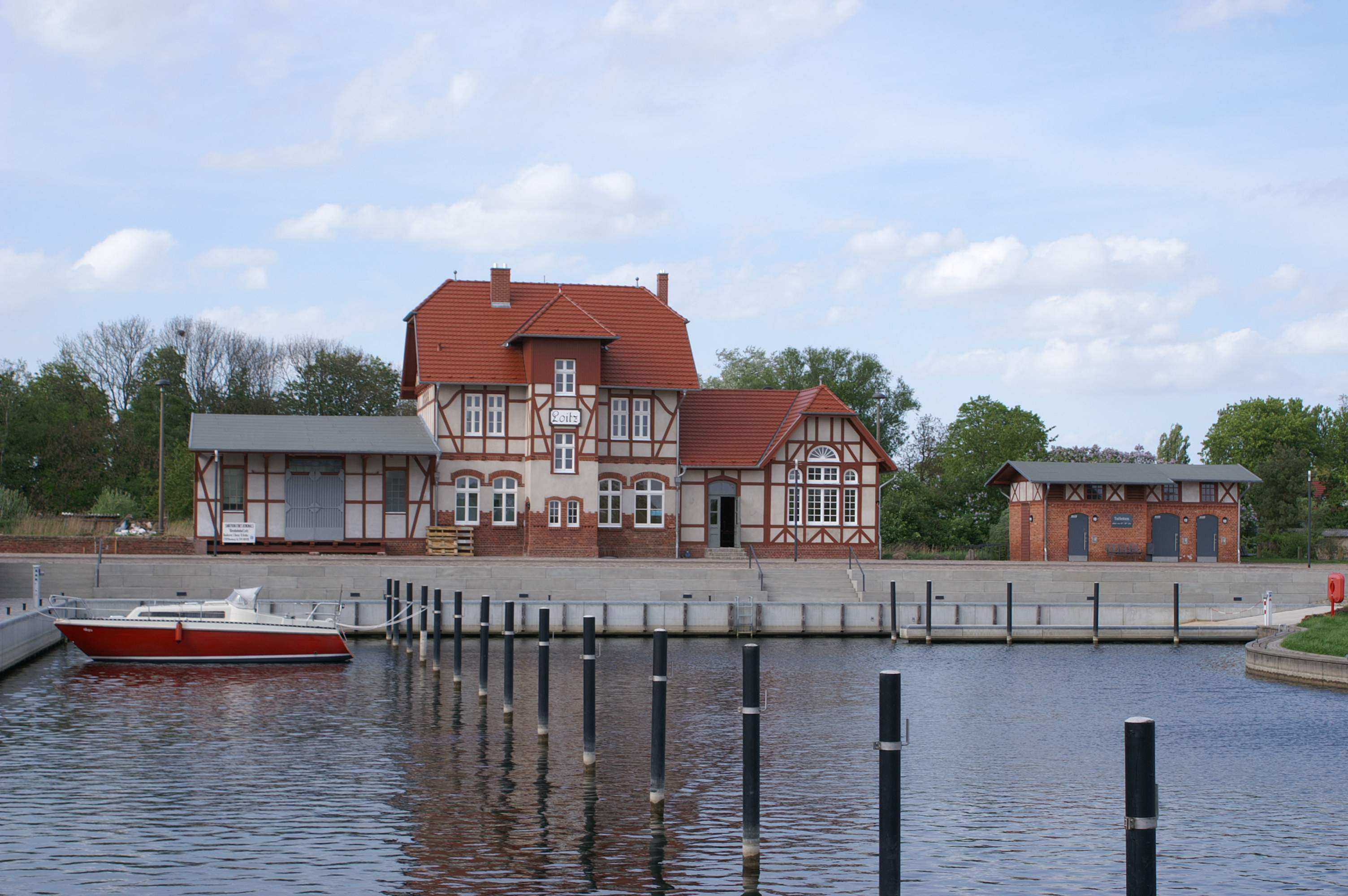
Marina mit ehemaligem Kleinbahnhof
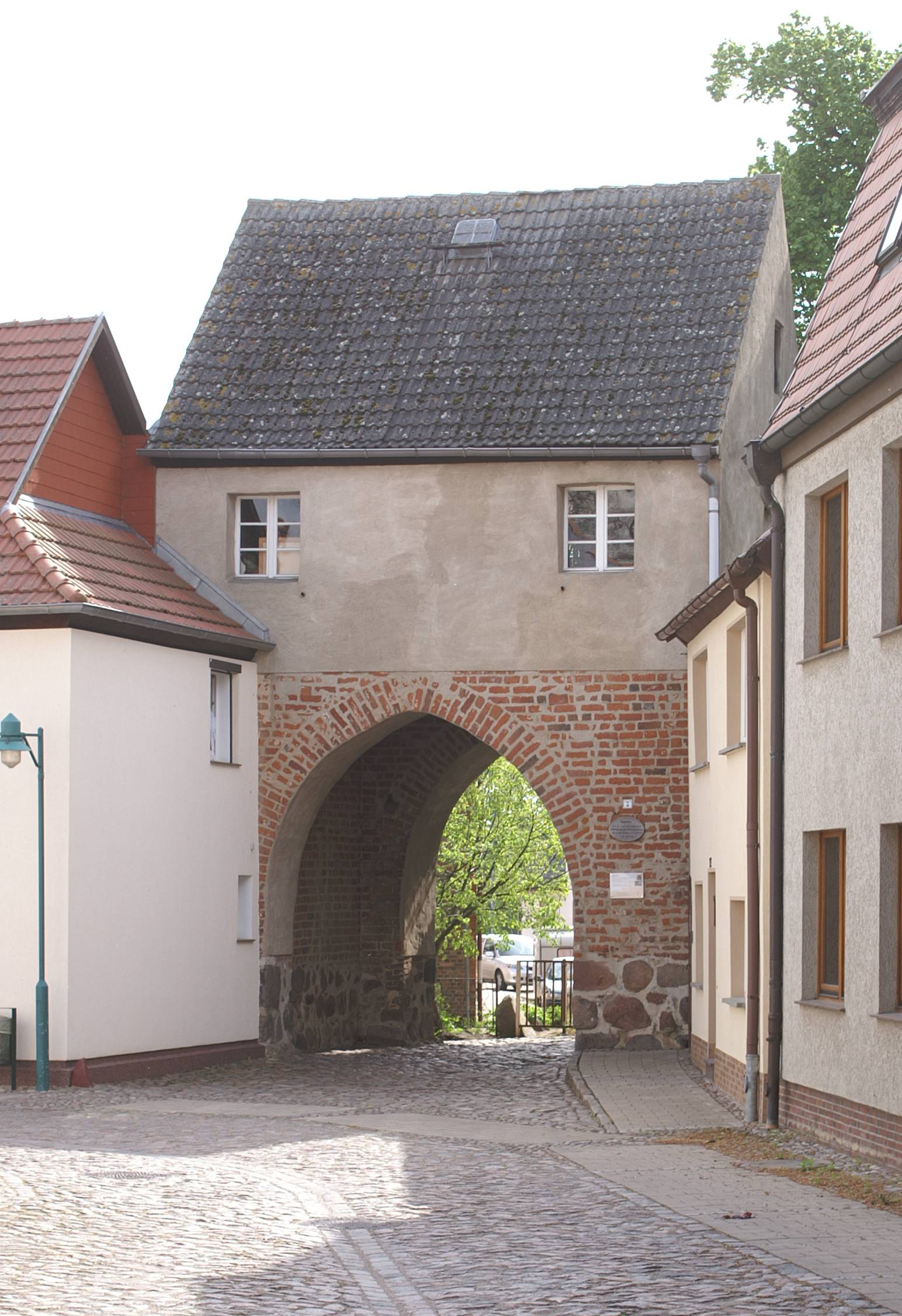
Mittelalterliches Steintor
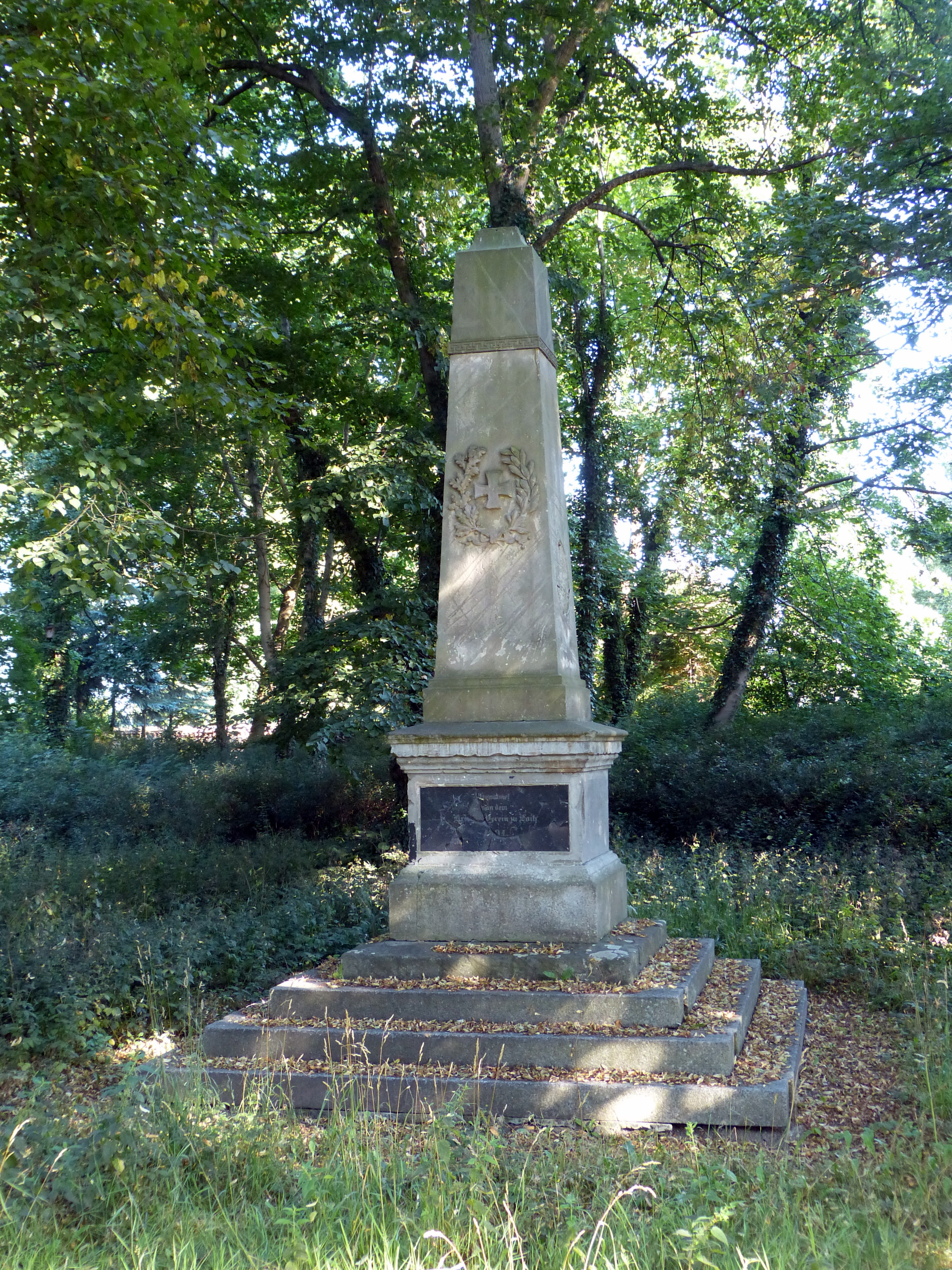
Gülzow-Park, Denkmal 1870/71

## Wirtschaft und Infrastruktur

### Unternehmen
- Gewerbepark Loitz-Walkmühle mit 250.000 m² Fläche
- Stromversorgung: Stadtwerke Loitz GmbH
- Wasser, Abwasser: Stadtwerke Loitz GmbH
- Erdgas: OMG Neubrandenburg, Außenstelle Dargun

### Verkehr
Loitz liegt an der Bundesstraße B 194 zwischen Grimmen und Demmin und an der Landesstraße L 261 nach Greifswald. Die B 194 führte bis zum Herbst 2010 durch den Loitzer Innenstadtbereich. Am 12. Oktober 2010 wurde die neue Ortsumgehung für den Verkehr freigegeben. Die nächstgelegene Autobahnanschlussstelle ist Grimmen-Ost (rund 15 km entfernt) an der Ostseeautobahn A 20.
Loitz verfügt über keinen Bahnanschluss. Der nächstgelegene Bahnhof ist Demmin an der Bahnstrecke Berlin–Stralsund. Der Bahnhof Loitz war Endpunkt der Bahnstrecke Toitz-Rustow–Loitz. Der Personenverkehr endete 1969, der Güterverkehr 1997; seit 2003 ist die Strecke stillgelegt.
Durch die Stadt führt die Buslinie 303 (Demmin–Greifswald), betrieben von der Verkehrsgesellschaft Vorpommern-Greifswald (VVG). Weitere Buslinien der VVG verbinden Loitz mit den Dörfern im Umland.
An der Peene befindet sich seit 2006 ein neu errichteter Freizeithafen, der den alten, sanierten und umgebauten Bahnhof Loitz in das Nutzungskonzept der Marina einbezieht. Bis 2010 gab es in Loitz eine zweischenklige Drehbrücke. Sie wurde September 2012 nach mehrjähriger Bauzeit durch eine neue Klappbrücke mit der Bezeichnung Peenebrücke Loitz ersetzt.

### Sport

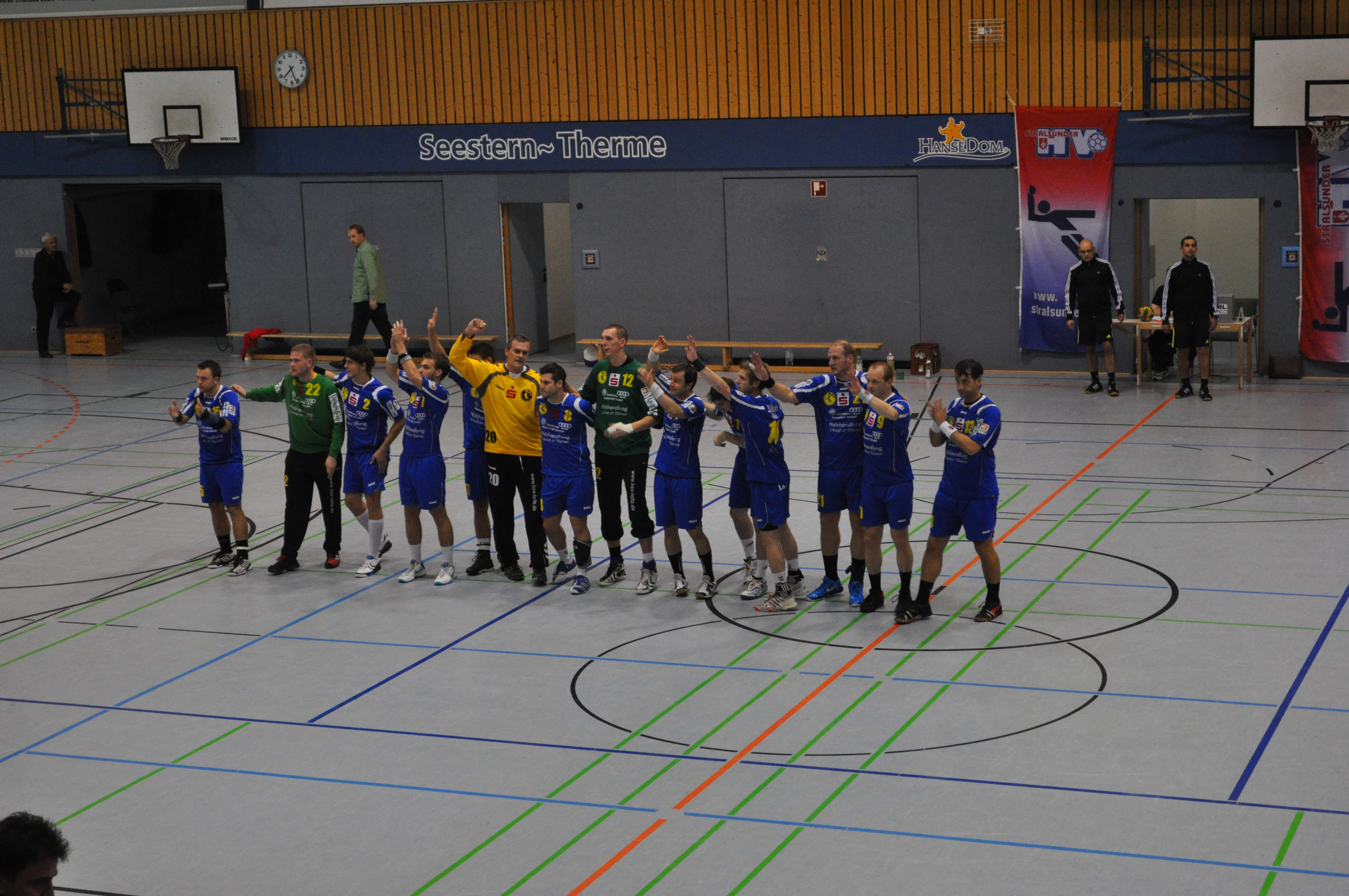
Handballverein HSV Peenetal Loitz

- HSV Peenetal Loitz (Handball, Indoor-Hockey, Volleyball, Freizeitfußball)
- SV Loitzer Eintracht (Fußball)
- Schützenverein Loitz 1990

Loitz ist ein Zentrum des Wassersports. An der Peene befindet sich seit 2006 die Marina für Sportboote.

## Persönlichkeiten

### Söhne und Töchter der Stadt
- Emil Hardrat (1810–1886), deutsch-amerikanischer lutherischer Geistlicher
- Otto Kuntze (1841–1931), Lehrer
- Otto Wangemann (1848–1914), Organist
- Friedrich Bartels (1871–1931), Politiker (SPD)
- Karl Fredenhagen (1877–1949), Physikochemiker
- Erich Gülzow (1888–1954), Lokalhistoriker
- August Levin (1895–1967), Politiker (KPD)
- Hans Büssow (1903–1974), Psychiater
- Walter Müller (1907–nach 1951), Politiker (CDU)
- Ernst Schröder (1907–1999), Historiker, Archivar und Bibliothekar
- Heinz Janshen (* 1934), Generalmajor der Grenztruppen der DDR
- Hendrik Born (1944–2021), Vizeadmiral, letzter Chef der Volksmarine der NVA
- Barbara Camilla Tucholski (* 1947), Künstlerin
- Renate Holznagel (* 1949), Politikerin (CDU)
- Dietmar Hinz (* 1953), Ringer
- Armin Weier, (* 1956), Ringer, in Vorbein geboren
- Jürgen Landt (* 1957), Autor

### Mit Loitz verbundene Persönlichkeiten
- Detlef von Gadebusch (1219–nach 1244), Ritter in mecklenburgischen Diensten, belehnt mit dem Gebiet Loitz, die Adlerflügel im Loitzer Stadtwappen gehen auf sein Wappen zurück
- Jacob Knade (um 1495–1564), evangelischer Theologe, Prediger in Loitz
- Sophia Hedwig von Braunschweig-Wolfenbüttel (1561–1631), Herzogin von Pommern-Wolgast, lebte auf ihrem Witwensitz Schloss Loitz
- Christoph von Neuenkirchen (1567–1641), Rat der Herzöge von Pommern, lebte in Loitz um 1592/94
- Valentin Wudrian (1584–1625), Hofprediger in Loitz
- Ernst Heinrich Wackenroder (1660–1734), Pastor in Loitz
- Joachim Friedrich Barkow (1755–1836), Theologe, Superintendent in Loitz
- Friedrich von Hagenow (1797–1865), Prähistoriker, um 1823/26 Privatgelehrter in Loitz
- Richard Sigmund Schultze (1831–1916), Kommunalpolitiker, um 1860 Jurist in Loitz
- Karl Winter (1882–1967), Theologe, Superintendent in Loitz
- Alfred Gomolka (1942–2020), Politiker (CDU), Ministerpräsident von Mecklenburg-Vorpommern, lebte in Loitz
- Brigitte Irrgang (1943–1954), Schülerin und Märtyrerin, lebte in Loitz
- Henning Rischer (* 1945), Heimatforscher, Leiter des Gymnasiums in Loitz
- Michael Sack (* 1973), Bürgermeister von Loitz
- Reiner Holznagel (* 1976), Präsident des Bundes der Steuerzahler, in Loitz aufgewachsen

## Film
- Unendlicher Raum. Dokumentarfilm, Regie: Paul Raatz, 2021–2023.